# Catalán medieval

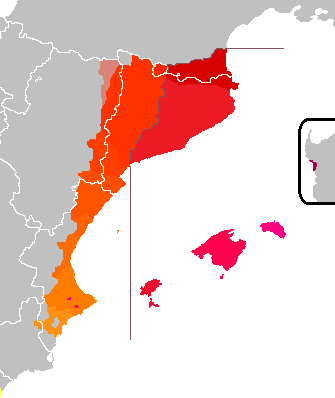
División dialectal moderna del antiguo dominio del catalán medieval.

El catalán antiguo o catalán medieval (autónimo: catalanesc, romanz, catalán moderno: català antic) fue la lengua romance hablada durante la Edad Media precursora de las variedades lingüísticas autóctonas modernas conocidas como catalán central, catalán noroccidental, valenciano, balear, rosellonés y alguerés. Forma parte de la lingua franca hablada desde el golfo de Génova hasta el de Valencia. Este arco se cortó cuando el rey de Francia impuso la lengua de oïl sobre la lengua de oc en toda la Provenza. 
Su extensión medieval alcanzó el Principado de Cataluña, la mayor parte del Reino de Valencia, el Reino de Mallorca, algunos territorios orientales del Reino de Aragón y la isla de Cerdeña, territorios todos ellos integrados en la Corona de Aragón, así como Andorra y buena parte del Reino de Murcia, donde acabó por desaparecer en el siglo XV.
Aunque ya se encuentran a lo largo del siglo XI algunos documentos de carácter feudal en los que se utiliza la lengua romance catalana, en su totalidad o mezclada con un latín deficiente, como los Greuges de Guitard Isarn, senyor de Caboet, el primer testigo de uso literario de la lengua son las Homilías de Orgaña de finales del siglo XI o principios del XII, que consisten en fragmentos de un sermonario destinado a la predicación del Evangelio.
La literatura en catalán vio sus primeras grandes obras antes en prosa que en verso. Esto se debió a que los poetas cultos, hasta el siglo XV, preferían utilizar el provenzal literario en vez de la variedad autóctona, como en el caso de Alfonso II, llamado "el Trovador", Cerverí de Girona o Guillem de Berguedan y otros de obra menos conocida, como Guillem de Cabestany, Guerau de Cabrera, Thomás Périz de Fozes, Ponç de la Guàrdia, Gilabert de Próixita, Guillem de Masdovelles o Raimon Vidal de Bezaudun. Todos estos, y muchos más, aparecen cuidadosamente compilados, traducidos, estudiados y anotados en los tres volúmenes antológicos que les dedicó el gran erudito y medievalista Martín de Riquer (Los trovadores, Barcelona: Planeta, 1975; reimpresos posteriormente varias veces en Barcelona: Editorial Ariel).
Cabe destacar, sin embargo, que existían pocas diferencias entre la lengua catalana y las diversas variedades occitanas (provenzal, lenguadociano, lemosín, gascón...), muchas menos en la Edad Media, ya que durante esa época y en siglos posteriores se consideraban la misma lengua. Sin embargo, en el caso de los poetas catalanes, la variedad de provenzal o occitano utilizado era una koiné literaria, o lengua común procedente de la unificación o mezcla de diversas variedades dialectales, de tipo áulico, cultivada también en las antiguas cortes y feudos-estado de Occitania y parte del norte de Italia.
Las primeras manifestaciones en poesía culta en Europa en una lengua moderna fueron escritas por los trovadores, quienes seguían unas normas estrictas y codificadas para elaborar su poesía, utilizando los códigos de la literatura trovadoresca como el amor cortés. Los trovadores y poetas catalanes participaron de esta cultura trovadoresca. La gran proximidad política, lingüística y cultural entre los condados catalanes y los antiguos feudos de Occitania (Aquitania, Tolosa, Provenza...) hizo posible compartir una variedad literaria común trovadoresca, de tipo cortesano, que se mantuvo en la Corona de Aragón hasta el siglo XV para escribir poesía hasta la aparición del valenciano Ausiàs March, el primer poeta que abandona la influencia de la koiné literaria occitana y los principales elementos de este tipo de poesía. Por este motivo, en la historia de la literatura catalana medieval se incluye toda la nómina de trovadores conocidos, ya sean propiamente catalanes u occitanos. La poesía en la variedad catalana estrictamente territorial era utilizada por los juglares en sus espectáculos ante públicos populares, sin que se conserve, a la actualidad, ningún ejemplo. En el siglo XII aparecen también las primeras traducciones de textos jurídicos, como la de Liber iudiciorum (Llibre dels Judicis o Llibre Jutge).

## Fonología
El catalán medieval presentó a lo largo de su historia documentada cambios fonéticos, aunque este artículo trata básicamente la fonología de los siglos XIII y XIV cuando se escribieron las cuatro grandes crónicas, que usaban una forma estandarizada de catalán medieval. El sistema de escritura en ese tiempo era más fonético que en la actualidad. Además prácticamente todas las consonantes finales atestiguadas en la escritura se pronunciaban, como en el actual valenciano central y contrariamente a lo que sucede en el moderno catalán central estándar como el de Barcelona donde muchas de estas consonantes ahora no se pronuncian tras haber sufrido un proceso de debilitamiento y enmudecimiento.

### Consonantes
|                |                | Bilabial | Labio- dental | Dental/ Alveolar | Palatal | Velar |
| -------------- | -------------- | -------- | ------------- | ---------------- | ------- | ----- |
| Nasal          | Nasal          | m        |               | n                |         |       |
| Oclusiva       | sorda          | p        |               | t̪~t              | k       |       |
| Oclusiva       | sonora         | b        |               | d̪~d              | ɡ       |       |
| Africada       | sorda          |          | ʦ             |                  |         |       |
| Africada       | sonora         |          | ʣ             | dʑ~ʤ             |         |       |
| Fricativa      | sorda          |          | f             | s                | ʃ       |       |
| Fricativa      | sorda          |          | v             | z                |         |       |
| Vibrante mult. | Vibrante mult. |          |               | r                |         |       |
| Vibrante simp. | Vibrante simp. |          |               | ɾ                |         |       |
| Aproximante    | Aproximante    |          |               |                  | j       | w     |
| Lateral        | Lateral        |          |               | l                | ʎ, jl   |       |

#### Laterales
Se cree que el catalán medieval habría tenido dos fonemas laterales palatales diferentes. El primero, /ʎ/, se escribía simplemente como <ll> y ha permanecido sin cambios en la mayor parte de dialectos hasta hoy en día. El segundo, reconstruido como /*jl/, proviene de los grupos latinos C'L, G'L, LE, LI, y fue escrito como <yl> o como <il>. Este último sonido nunca aparecía en posición inicial e históricamente convergió con el resultado de /ʎ/ en la mayor parte de dialectos, o como /j/ en los dialectos con yotización.
Hacia el siglo XII, muchas /l/ iniciales llegaron a articularse como /ʎ/, aunque en la escritura continuaron escribiéndose como <l> hasta el siglo XV.

#### Labiodentales
Los sonidos /b/ y /v/ empezaron a confundirse en algunos dialectos hacia el siglo XIV, en un proceso llamado betacismo. Actualmente, la distinción /b/-/v/ se mantiene solo en Valencia, las islas Baleares y el sur de Tarragona.

### Vocales
El sistema vocálico del catalán medieval difiere del moderno catalán de Cataluña, aunque se mantiene en algunas variedades de Baleares. El sistema tónico está formado por las siguientes unidades:
|             | Anterior | Central | Posterior |
| ----------- | -------- | ------- | --------- |
| Cerrada     | i        |         | u         |
| Semicerrada | e        | ə       | o         |
| Semiabierta |          | ə       | ɔ         |
| Abierta     | a        | a       | a         |
Este sistema es similar al del protorromance, excepto por el hecho de que la /*e/ del protorromance se centralizó dando /ǝ/, y posteriormente la /*ɛ/ del protorromance se cerró en /e/. En catalán central moderno, la /ǝ/ tónica se ha adelantado en /ɛ/, y así se ha invertido la distribución original del protorromance: /*e/ > /ǝ/ > /ɛ/ y /*ɛ/ > /e/ > /e/ (sin embargo, junto a vibrante múltiple o aproximante lateral, /*ɛ/ se mantiene como /ɛ/) . Esta es la razón por la cual las es abiertas y cerradas del catalán siguen la distribución opuesta a la que se encuentra en portugués o italiano. En las variedades baleáricas todavía mantienen las /ǝ/ tónicas, en las mismas posiciones que las tenía el catalán medieval.
Se asume comúnmente que durante el período preliterario todas las variedades de catalán se caracterizaban por una realización neutralizada de las vocales pretónicas (de un modo similar al que se encuentra todavía en occitano moderno). Hacia el siglo XIII, la /a/ y la /e/ pretónica empezaron a ser confundidas en la escritura en los dialectos orientales. En estos dialectos, la confusión se generalizó a todos los casos de /a/ y /e/ átonas, proceso que se considera se completó hacia el siglo XV.

## Ortografía
La ortografía actual del catalán se basa ampliamente en la praxis medieval, sin embargo, algunas pronunciaciones han cambiado:
- La tilde y la diéresis se empleaban muy raramente.
- < c > frente a /e, i/; la < ç > y la < z > se articulaban como /ʦ/, en lugar de las modernas /s/ o /z/.
- La grafía < ch > al final de la palabra se usaba para /k/ en lugar de la grafía moderna < c > . Así la forma moderna amic 'amigo' se escribió como amich. Esta convención se mantuvo hasta principios del siglo XX, y es la razón por la cual muchos apellidos acabados en < -ch > se pronuncian con /k/ final.
- < yl, il> se usaron para el fonema /jl/. En la lengua moderna, este sonido ha pasado a pronunciarse /ʎ/ o /j/ dependiendo del dialecto. Modernamente se usa la grafía < ll > para los descendientes de este sonido. Así la forma moderna mirall 'espejo' se escribía como mirail o mirayl, del latín miraculus.

## Lírica medieval: los trovadores

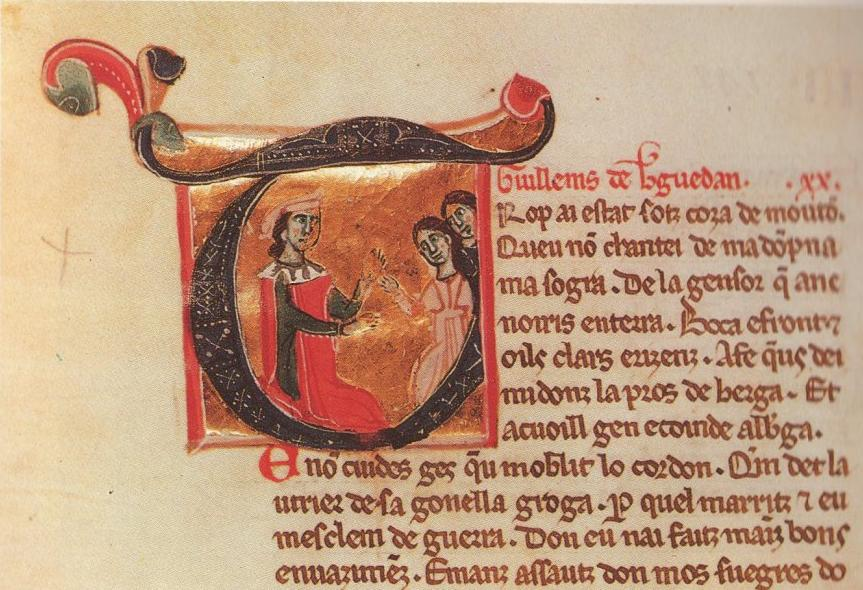
El trovador Guillem de Berguedan con dos damas

Aunque ya se encuentran a lo largo del siglo XI algunos documentos de carácter feudal en los que se utiliza la lengua romance catalana, en su totalidad o mezclada con un latín deficiente, como los Greuges de Guitard Isarn, senyor de Caboet, el primer testigo de uso literario de la lengua son las Homilías de Orgaña de finales del siglo XI o principios del XII, que consisten en fragmentos de un sermonario destinado a la predicación del Evangelio.
La literatura en catalán vio sus primeras grandes obras antes en prosa que en verso. Esto se debió a que los poetas cultos, hasta el siglo XV, preferían utilizar el provenzal literario en vez de la variedad autóctona, como en el caso de Alfonso II, llamado "el Trovador", Cerverí de Gerona o Guillem de Berguedan y otros de obra menos conocida, como Guillem de Cabestany, Guerau de Cabrera, Thomás Périz de Fozes, Ponç de la Guàrdia, Gilabert de Próixita, Guillem de Masdovelles o Raimon Vidal de Bezaudun. Todos estos, y muchos más, aparecen cuidadosamente compilados, traducidos, estudiados y anotados en los tres volúmenes antológicos que les dedicó el gran erudito y medievalista Martín de Riquer (Los trovadores, Barcelona: Planeta, 1975; reimpresos posteriormente varias veces en Barcelona: Editorial Ariel).
Cabe destacar, sin embargo, que existían pocas diferencias entre la lengua catalana y las diversas variedades occitanas (provenzal, lenguadociano, lemosín, gascón...), muchas menos en la Edad Media, ya que durante esa época y en siglos posteriores se consideraban la misma lengua. Sin embargo, en el caso de los poetas catalanes, la variedad de provenzal o occitano utilizado era una koiné literaria, o lengua común procedente de la unificación o mezcla de diversas variedades dialectales, de tipo áulico, cultivada también en las antiguas cortes y feudos-estado de Occitania y parte del norte de Italia.
Las primeras manifestaciones en poesía culta en Europa en una lengua moderna fueron escritas por los trovadores, quienes seguían unas normas estrictas y codificadas para elaborar su poesía, utilizando los códigos de la literatura trovadoresca como el amor cortés. Los trovadores y poetas catalanes participaron de esta cultura trovadoresca. La gran proximidad política, lingüística y cultural entre los condados catalanes y los antiguos feudos de Occitania (Aquitania, Tolosa, Provenza...) hizo posible compartir una variedad literaria común trovadoresca, de tipo cortesano, que se mantuvo en la Corona de Aragón hasta el siglo XV para escribir poesía hasta la aparición del valenciano Ausiàs March, el primer poeta que abandona la influencia de la koiné literaria occitana i los principales elementos de este tipo de poesía. Por este motivo, en la historia de la literatura catalana medieval se incluye toda la nómina de trovadores conocidos, ya sean propiamente catalanes u occitanos. La poesía en la variedad catalana estrictamente territorial era utilizada por los juglares en sus espectáculos ante públicos populares, sin que se conserve, a la actualidad, ningún ejemplo. En el siglo XII aparecen también las primeras traducciones de textos jurídicos, como la de Liber iudiciorum (Llibre dels Judicis o Llibre Jutge).

## Crónicas históricas

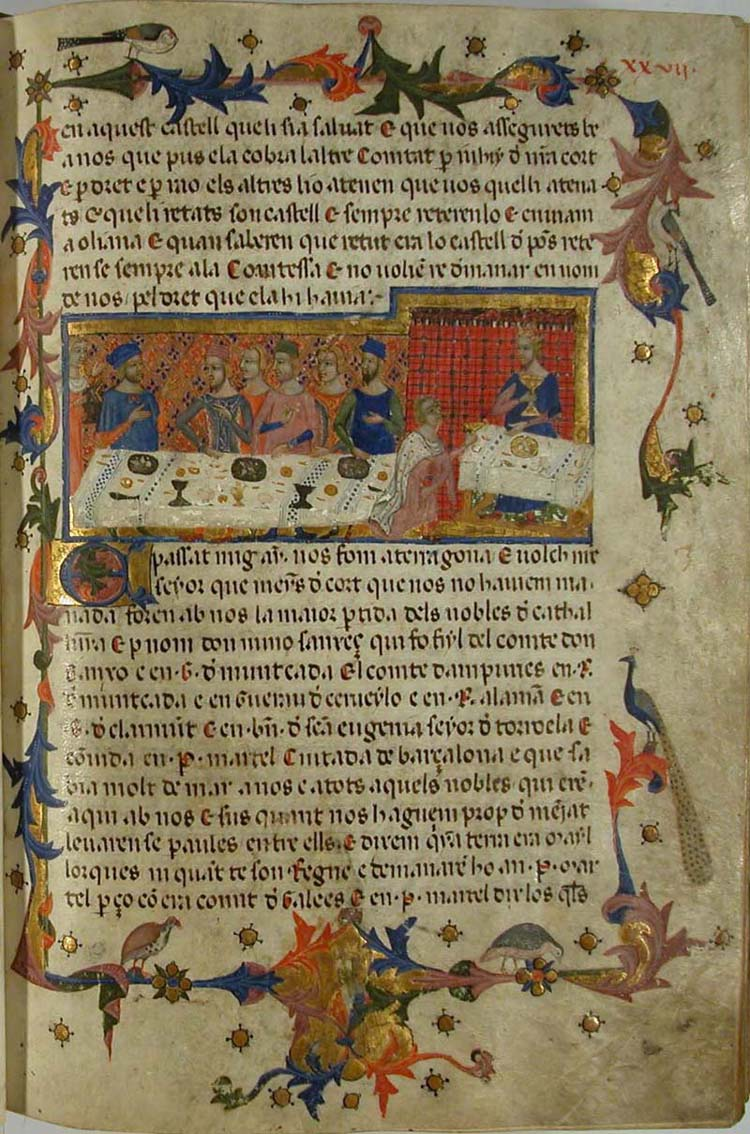
Llibre dels fets.

La lengua catalana fue utilizada también en la narración de las gestas y crónicas de los soberanos. Aunque la primera versión de la Gesta comitum barchinonensium fue escrita en latín a finales del siglo XII, la siguiente edición revisada de la obra, conocida como "versión intermedia", fue escrita en catalán alrededor de 1268 o 1269 y publicada en Barcelona.
Existe consenso filológico en que la primera versión del Llibre dels feits de Jaime I fue escrita en catalán y en su mayor parte poco antes de la muerte del rey, es decir, en una fecha anterior a 1276. El Llibre del rei en Pere d'Aragó e dels seus antecessors passats, más conocido como Crónica de Bernat Desclot, escrito alrededor de 1290, narra diversos hechos notables de los reinados de Jaime I, Pedro el Grande, Alfonso el Liberal y Jaime II. La Crónica de Ramon Muntaner fue escrita por este autor entre 1325 y 1332 y destaca por su vívida descripción de las expediciones de los almogávares. Finalmente, la Crónica de Pedro el Ceremonioso fue escrita por orden de este rey para glorificar sus acciones y las de su padre Alfonso el Benigno.

## Esplendor medieval

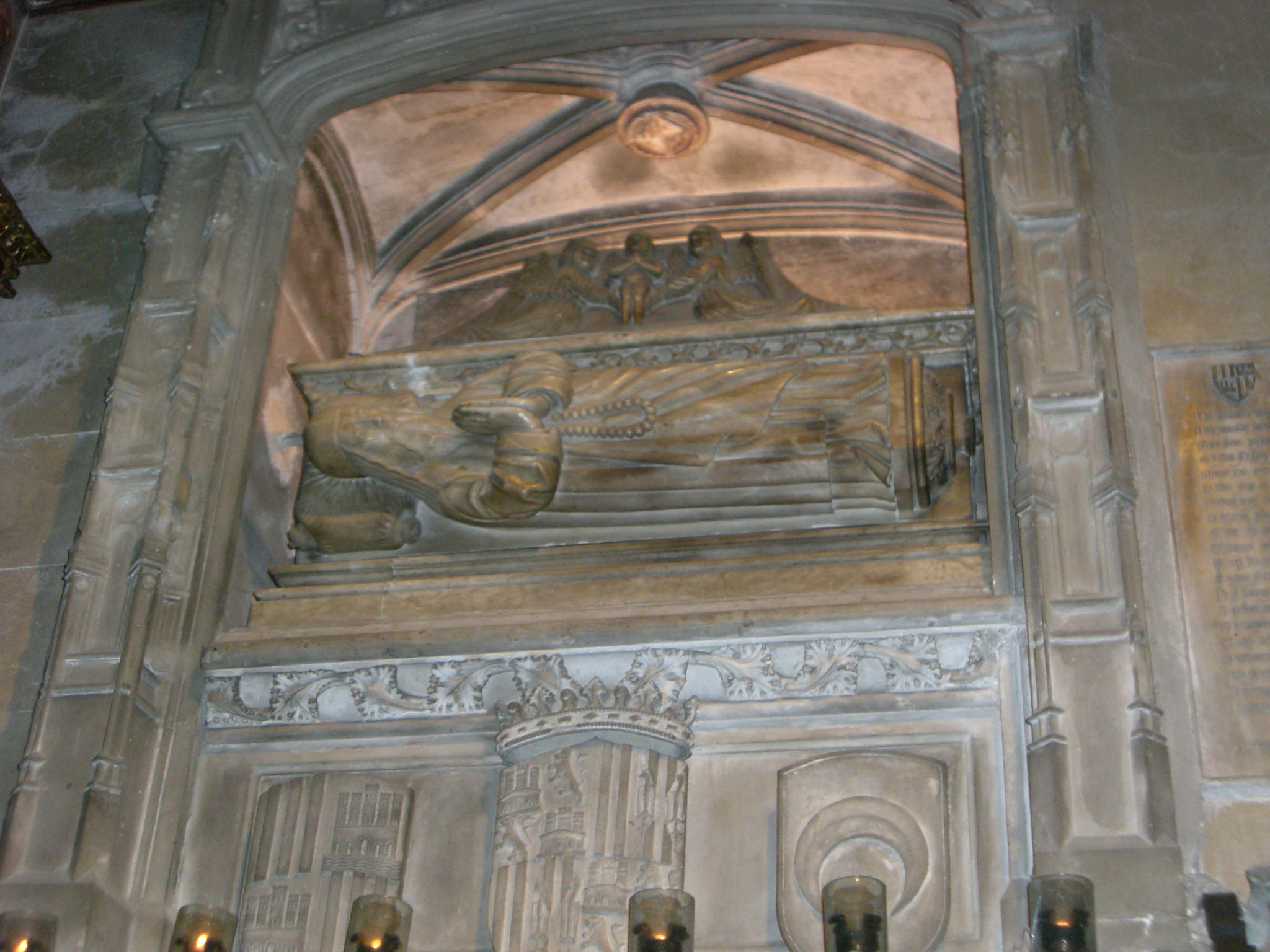
Sepulcro de Ramon Llull en el convento de San Francisco (Palma de Mallorca).

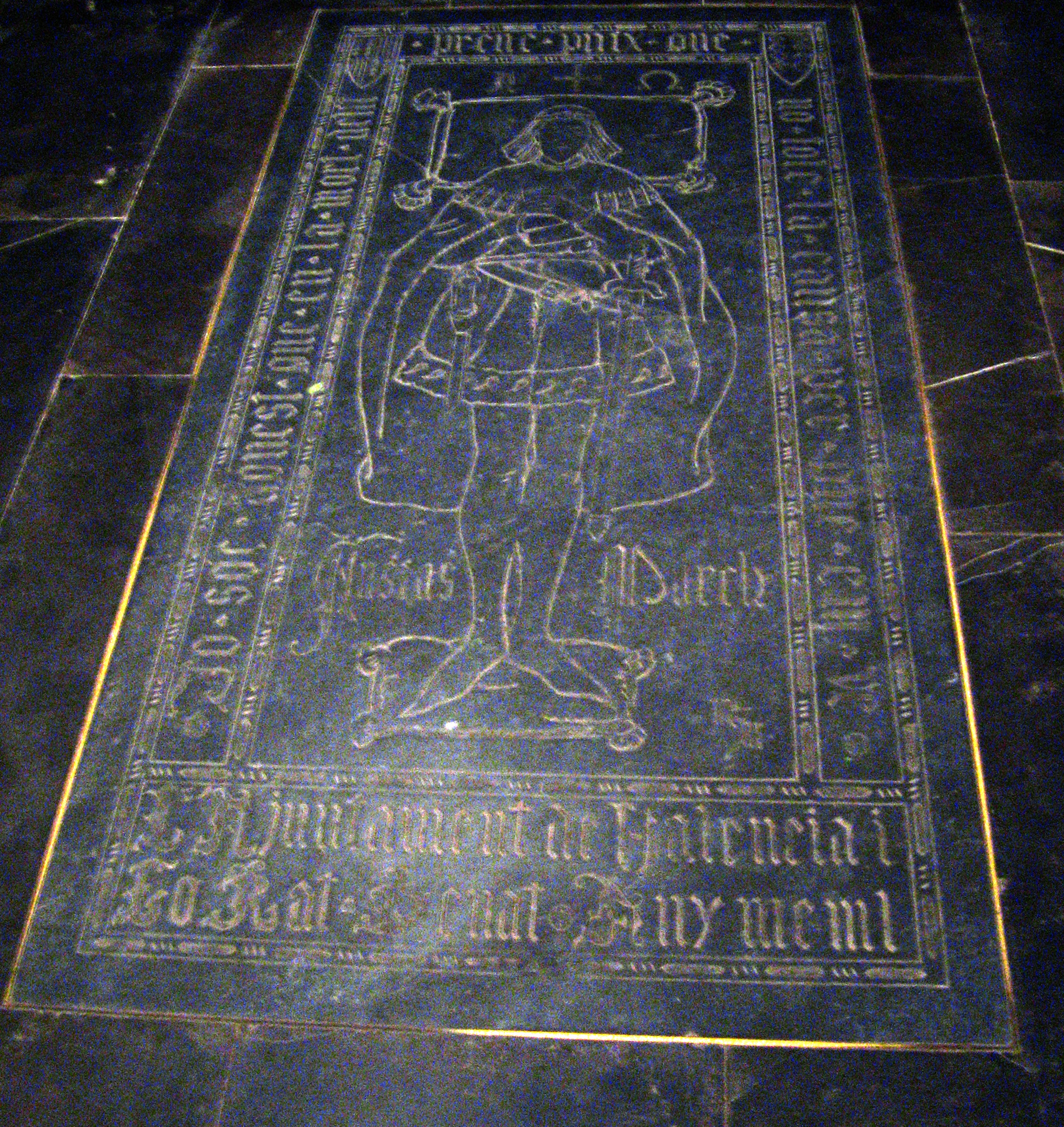
Tumba de Ausiàs March en la Catedral de Santa María de Valencia.

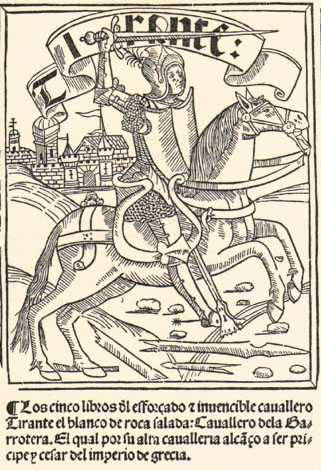
Portada de Tirant lo Blanc de 1511.

El mallorquín Ramon Llull (siglo XIII), figura capital de la literatura catalana, es considerado el padre de la prosa en lengua catalana, también escribió poesía de tipo cortesano en koiné occitana, aunque su obra fue destruida por el propio autor al considerarla banal y superficial. Entre sus obras cabe destacar su novela Blanquerna, un libro místico: Llibre d'amic e amat, el Libro del gentil y los tres sabios, el Libro del Orden de Caballería, poesías como el Cant de Ramon ("Canto de Raimundo") o Lo desconhort ("El desconsuelo") o su autobiografía, Vida coetània, Les cents noms de Déu ('Los cien nombres de Dios', 1289), el Libro de los mil proverbios y Félix o Libro de las maravillas (que incluye el Libro de las bestias), entre muchas obras de carácter ante todo científico, filosófico o teológico.
Destacan autores influidos ya en cierto modo por el humanismo, como Pere March, Jaume Gassull, Bernat Fenollar, Bernat Hug de Rocabertí o el poeta misógino Pere Torroella (algunos de ellos pertenecientes a la generación del Siglo de oro de la literatura valenciana) entre muchos otros. Paralelamente destacaron autores religiosos como Francesc Eiximenis, sin duda uno de los autores en catalán más leídos en su época; san Vicente Ferrer y el pícaro fraile franciscano converso al islam Anselm Turmeda, que escribió igualmente en árabe.
En el mismo filo entre los siglos XIV y XV surgen poetas que escribieron en la koiné literaria occitana o en un catalán occitanizado, a menudo siguiendo las pautas trovadorescas, fueron Jordi de Sant Jordi y Andreu Febrer, traductor este último de la Divina comedia de Dante Alighieri al catalán. El notario y prehumanista Bernat Metge escribió en 1381 el Llibre de Fortuna e Prudència («Libro de Fortuna y Prudencia»), poema alegórico en el que se debate la cuestión de la Providencia divina al más puro estilo de la tradición medieval, fundándose en el precedente inevitable del De consolatione philosophiae del romano Boecio. También realizó la traducción del relato de Valter y Griselda, última de las novelle del Decamerón de Boccaccio, pero no la hizo a partir del original italiano, sino de la traducción en latín de Petrarca (el Griseldis). La importancia de la traducción de Metge se debe, además de a su elegante prosa, a la carta introductoria que acompaña al relato, pues supone la primera muestra de admiración por Petrarca que se conoce en España. Su obra maestra fue Lo somni («El sueño»), redactado en 1399, donde se le aparece Juan I en el Purgatorio. Lo escribió en la cárcel, tras caer en desgracia y ser encarcelado por la nueva reina María de Luna junto al resto de colaboradores del difunto monarca. El valenciano Ausiàs March, "hombre de asaz elevado espíritu" según la Carta e proemio al Condestable don Pedro de Portugal del Marqués de Santillana, es considerado el poeta del apogeo de la literatura catalana del (siglo XV); abandona ya los tópicos y elementos propios de los trovadores y crea su propio sistema de imágenes y conceptos amorosos, en un estilo austero y grave de feroz instrospección que nada debe a las florituras italianas. Sus obras principales se reparten en tres grupos, los Cantos de amor, los Cantos de muerte y el Canto espiritual.

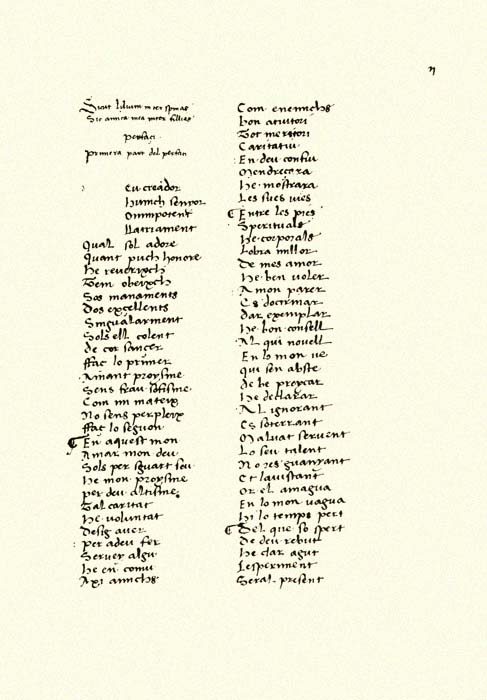
Manuscrito de L'Espill, de Jaume Roig.

En el siglo XV se escribe también Curial e Güelfa, un extraño y original híbrido de libro de caballerías y novela sentimental muy verosímil, escrito probablemente entre 1435 y 1462 por un autor anónimo que conocía muy bien la literatura antigua y moderna. De esta época es también el llamado siglo de oro valenciano, con una producción muy destacada de escritores en poesía y prosa que culmina con Tirante el Blanco de Joanot Martorell (publicada en 1490). L'Espill o Llibre de les dones es una novela en verso de carácter misógino. Fue escrita por el valenciano Jaume Roig entre 1455 y 1462 y se compone de más de dieciséis mil versos tetrasílabos. El Espill consta de un prefacio y de cuatro libros que, a su vez, se dividen en cuatro partes. En el prefacio, el narrador hace una declaración de principios, éticos y estilísticos. En el libro primero, "De su juventud", conocemos al protagonista, que habla siempre en primera persona y explica cómo fue su infancia. Huérfano de padre y expulsado de su casa por su madre, se ve obligado a ganarse la vida en Valencia. Poco después emprende un viaje aventurero, primero por Cataluña y luego por Francia. Lucha en la guerra de los Cien Años con las tropas francesas y en París, cuando ya es rico gracias a los botines obtenidos, interviene en la vida caballeresca. El segundo libro, "De cuando estuvo casado", narra los sucesivos fracasos matrimoniales del protagonista, primero con una doncella que al final resultó que no lo era, después con una viuda, en tercer lugar con una novicia y, finalmente, explica el frustrado intento de casarse con una beguina. En el tercer libro, "De la lección de Salomón", el protagonista, desesperado por no poder encontrar una esposa adecuada, pretende casarse con una pariente suya. Entonces se le aparece en sueños Salomón, el sabio bíblico por antonomasia, que le suelta una larga invectiva contra las mujeres que corrobora con ejemplos bíblicos las malas experiencias relatadas en los dos libros anteriores. Y el cuarto libro se titula "De enviudar". Cierran la escuela valenciana Joan Roís de Corella (1433/43-1497), que luce un humanismo erudito, y sor Isabel de Villena (1430-1490), pluma tierna e intimista.
Históricamente se ha aceptado que tras una época de esplendor que culmina con Tirant lo Blanc, el catalán como lengua literaria entra en una larga fase de decadencia desde el siglo XVI a 1833. Pero actualmente, estudios recientes están revalorizando las obras de los autores renacentistas (Cristòfor Despuig, Joan Timoneda, Pere Serafí), barrocos (Francesc Vicenç García, Francesc Fontanella, Josep Romaguera) y neoclásicos (Juan Ramis, Francesc Mulet), de modo que se va hacia una revisión del concepto Decadència.
Como hitos de este período para la lengua valenciana, se pueden contar la primera impresión de una traducción de la Biblia en lengua no latina, la Biblia Valenciana, impresa por encargo de Bonifacio Ferrer en 1478, o la redacción de una Teología en 1440 por el valenciano Francesc Pertusa, la cual es la única obra escrita sobre esta ciencia en una lengua diferente del latín de la Edad Media.

## Historia
En la lingüística romance es frecuente hablar de la influencia de dos variedades lingüísticas en contacto, clasificando el tipo de influencia en tres categorías:
1. Sustrato: influencias lingüísticas que se incorporan al latín vulgar de los romanos que se encuentran en este territorio y que provienen de las lenguas que ya había, anteriores a la romanización.
2. Superestrato: influencias posteriores a la romanización que se incorporan a la lengua catalana a partir de las invasiones de los pueblos germánicos y árabe.
3. Adstrato: aportaciones lingüísticas de las lenguas vecinas.

Usualmente este tipo de influencias se debe a la existencia de cierto grado de bilingüismo o la adopción de palabras por prestigio lingüístico de lenguas alóctonas.

### El origen del catalán[13][14][15]

#### La realidad lingüística prerromana de Cataluña, la Comunidad Valenciana y las Islas Baleares

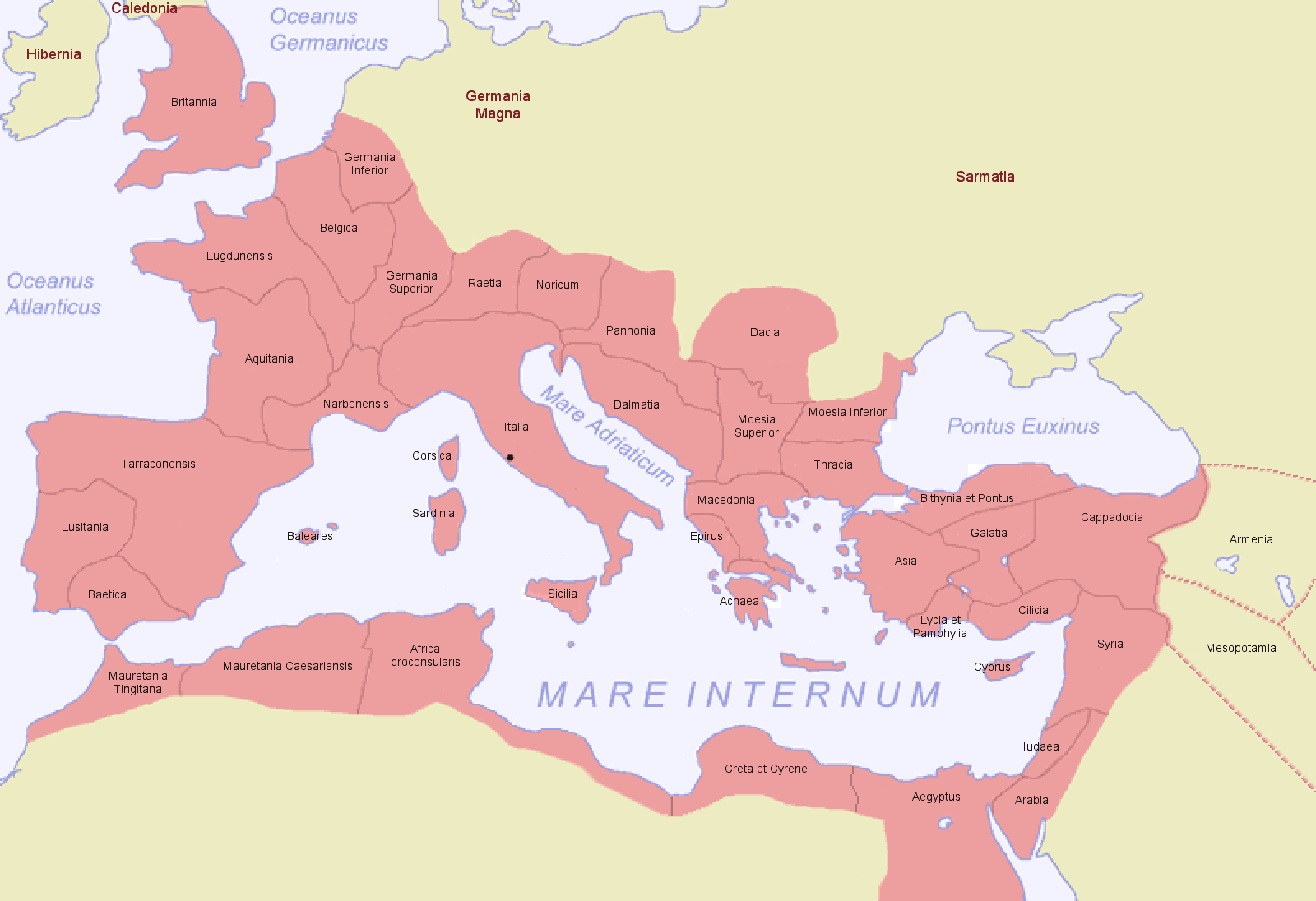
Mapa del Imperio Romano en el año 116 d. C.

Del 1000 al 218 a. C. se establecieron en el territorio que actualmente ocupan Cataluña, la Comunidad Valenciana y las Islas Baleares diversos pueblos, que hablaban lenguas diferentes entre ellos están los sorotaptos, los celtas, los fenicios, los griegos o los iberos. Las lenguas de estos pueblos conforman el sustrato catalán. En el año 218  a. C. los romanos desembarcaron en Ampurias. Su lengua, el latín, será de donde nacerá la lengua catalana.

#### La romanización y la sustitución lingüística por el latín
A pesar de haber desembarcado en 218 a. C., la romanización del territorio no comenzó hasta el siglo I a. C., y el principal centro romanizador fue Tarragona. Por "romanización" se entiende el proceso sociocultural de implantación en el territorio de la cultura, las leyes, las costumbres y la lengua dominante del Imperio Romano, que era el latín. No obstante, la romanización de Cataluña no fue uniforme y hubo zonas profundamente romanizadas, como el Ampurdán y la costa en general, junto a otras zonas de romanización menos intensa, como la zona de Olot y las zonas de la Cataluña interior, la zona pirenaica occidental no se romanizó hasta la Edad Media y se hablaba un idioma vascoide como indica la toponimia.
Gradualmente se dio una sustitución lingüística en estos territorios, y después de una etapa de bilingüismo entre el latín y las lenguas indígenas, el latín se acabó imponiendo. A pesar de eso, se observa que el latín hablado en cada territorio tenía particularidades fruto del sustrato de las lenguas indígenas que se hablaban. De esta forma, desde un primer momento hay diferencias entre el latín hablado en la península ibérica y el de Italia. Y aún, dentro del latín de la Península también había diferencias según zonas. Los hablantes, sin embargo, no tenían conciencia de estas diferencias.

#### El latín y la formación de la lengua catalana
El Imperio Romano, a lo largo del siglo V, comenzó a descomponerse, y también la unidad que representaba el latín, dando paso al nacimiento de las lenguas románicas que aparecen como variedades claramente diferenciadas del latín escrito hacia el siglo VIII. El conjunto de lenguas romances, o el lugar donde se hablan, es el que se conoce como Romania. La Romania se divide usualmente en dos bloques:
1. El oriental: Italiano y rumano.
2. El occidental: Gallego, portugués, castellano, catalán, occitano, francés, sardo y retorrománico.

El catalán presenta ciertas características similares a sus lenguas vecinas (el aragonés y el occitano). En esta sección se presentarán las características que hacen único al catalán en su evolución a partir del latín vulgar así como las características comunes con otras lenguas románicas. El catalán tiene una mayor relación con el occitano, junto con el que forma el grupo occitanorromance. Sin embargo, cuando las relaciones culturales se acabaron en el primer milenio, el catalán se fue ligando cada vez más a las lenguas iberorrománicas (las cuales son más conservadoras que el grupo galorromance al que pertenece el francés).
Características comunes con las lenguas romances occidentales, pero no con las italorrománicas
- Sonorización (y lenición) de -P-, -T-, -C- intervocálicas en -b-, -d-, -g- (CAPRA 'cabra' → cabra, CATĒNA 'cadena' → cadena, SECŪRVS 'seguro' → segur).
- La pérdida de la geminación en consonante oclusivas.
- Desarrollo de /ts/ (más tarde /s/) en vez de /tʃ/ de la /k/ palatalizada. Por ejemplo, CÆLVM ('cielo') → catalán antiguo cel /tsɛl/ → moderno [ˈsɛɫ] (cf. italiano cielo /tʃɛlo/).
- Desarrollo de c en ct, cs en /j/ palatal (vs. /tt/, /ss,ʃʃ/ en italiano).
- Pronunciación apicoalveolar de /s/ y /z/. (Esta fue una vez común a todas las lenguas romances occidentales, pero ha desaparecido en francés, en algunos dialectos del occitano y en portugués).

Características comunes con las lenguas galorrománicas
- Caída de las vocales átonas finales excepto a (MŪRVM → *muro → mur, FLŌREM → flor); cf. el mantenimiento de todas las vocales finales (italiano muro, fiore). El resultado final de las obstruyentes sonoras es el ensordecimiento: frigidvs ('frío') → fred [ˈfɾɛt] o [ˈfɾet]. Sin embargo, las fricativas sonoras finales se ensordecen ante vocales y ante consonantes sordas (asimilación regresiva de sonoridad): els homes 'los hombres' [əɫs] + [ˈɔməs] → [əɫˈzɔməs]; peix bo 'pez bueno' [ˈpe(j)ʃ] + [ˈbɔ] → [ˈpe(j)ʒˈβɔ]. (La misma obstrucción final ocurre en todas las lenguas romances occidentales mientras los obstruyentes sean finales, aunque esto es raro en las lenguas iberorrománicas). Cf. portugués luz "luz" /lus/ vs. luzes "luces" /ˈluzɨs/,/luzis/, español antiguo relox "reloj" /reˈloʃ/ vs. relojes "relojes" /reˈloʒes/. (Mantenimiento aparente de -o en la primera persona del singular y de -os en los plurales son desarrollos secundarios: el catalán antiguo no posee primera persona del singular en -o, y el -os para los plurales ocurre sin justificación etimológica, e.g. peixos "peces" < PISCĒS, cf. portugués peixes.)
- Diptongación de /ɛ/ y /ɔ/ ante consonantes palatales (con la consiguiente pérdida de la vocal media si se produce un triptongo). En español no hay diptongación, pero la diptongación entre palatales ocurre en aragonés. Latín coxa 'muslo' → */kuoiʃa/ → cuixa (cf. francés cuisse pero portugués coxa). Latín octō 'ocho' → */uoit/ → vuit (cf. francés huit pero portugués oito, español ocho; occitano antiguo ambos ueit y och). Latín lectum 'lecho' → */lieit/ → llit (cf. francés lit pero portugués leito, occitano antiguo ambos lieig y leit).
- Preservación de pl-, cl-, fl- iniciales (plicāre 'doblar' → plegar 'llegar', clavis 'llave' → clau, flamma 'llama' → flama); cf. palatalización de estos grupos consonánticos en español llegar, llave, llama portugués chegar, chave, chama. En el grupo italorromance esto remplaza la segunda consonante con una -i- [j]; por lo tanto en italiano piegare, chiave, fiamma.

Características comunes con el francés, el portugués y el occitano pero no con el español
- /ɡ/ + yod o /e/ or /i/ inicial, /d/ + yod, /j/ → [dʒ]* → [ʒ] or [dʒ], en vez de la española /j/. El sonido se conserva en todos los casos, en vez de perderse en sílabas átonas: gelvm ('hielo') → gel [ˈʒɛɫ] or [ˈdʒɛɫ] (cf. español hielo /jelo/; pero en portugués gelo, occitano gel). iectāre ('echar') → *gieitar → gitar [ʒiˈta] or [dʒiˈta(ɾ)] (cf. portugués jeitar, occitano gitar, francés jeter).
- Antigua /dʒ/ permanece en la actualidad como /dʒ/ actual o /ʒ/, en vez del español /x/.
- Sibilantes sonoras permaneces como tales, mientras que en español se convierten en sibilantes sordas.
- /f/ inicial permanece, mientras que en español se convierte en /h/ antes de vocal (i.e. a menos que preceda a una /r/, /l/, /w/, /j/). (En gascón de hecho se desarrolla la /f/ en /h/ en todas las circunstancias, incluso ante consonantes o semivocales).
- /l/ + yod intervocálica (-li-, -le-), -cl- → ll [ʎ] en vez de j ([(d)ʒ] español antiguo, [x] moderno: muliere 'mujer' → muller, oricla 'oreja' → orella, veclu 'viejo' → vell. Cf. portugués mulher, orelha, velho, occitano molher, francés oreille, vieil).
- Desarrollo de -ct- a /(j)t en vez de un desarrollo mayor a /tʃ/. Tanto el español como el occitano meridional (los dialectos más cercanos al catalán) tienen /tʃ/, pero el occitano septentrional, el francés, y todas las lenguas iberorrománicas (portugués, leonés, aragonés) tienen /(j)t/. E.g. lactem → *lleit → llet (Cf. español leche, occitano meridional laich, occitano septentrional lait, francés lait, portuguésleite).

Características comunes con las lenguas occitanorrománicas
- Preservación de ŏ breve y tónica del latín vulgar da lugar a o "abierta" (=AFI[ɔ]) (fŏcum 'fuego'→ foc [ˈfɔk], bŏvem 'buey'→ bou [ˈbɔw]); cf. mientras que en español diptonga fuego, buey. El francés diptonga las sílabas abiertas, así buey, francés antiguo buef (moderno bœuf /bœf/). Esta misma preservación también ocurre en portugués (fogo, boi). Nótese que el occitano, pero no el catalán, diptonga estas vocales ante consonantes velares, i.e. /k/, /ɡ/, /w/: pero fuec, bueu.
- La ĕ tiene un resultado mucho más accidentado, junto a las líquidas /r, l, ʎ/ da como en la mayoría e lenguas románicas e "abierta" (=AFI[ɛ]) (o descendientes directos de ese sonido), ejemplos: tĕrra 'tierra' → terra, *mĕle 'miel' → mel, *pelle 'piel' → pell [pɛʎ]; mientras que en español diptonga en tierra, miel, piel. El francés diptonga las sílabas abiertas, así miel, francés antiguo pero terre sin diptongo. Esta misma preservación también ocurre en portugués (terra, mel). sin embargo, en otros entornos fonéticos, el resultado de ĕ es una e "cerrada" (=AFI[e]) como en: mĕmbrum 'miembro' → membre [ˈmembɾə], tenĕbra 'tiniebla' → tenebra [təˈneβɾə] o *petia 'pieza' → peça [ˈpesə], esto es un desarrollo ideosincrático del catalán no encontrado en otras lenguas románicas.
- Desarrollo de /v/ final en /u/: navem 'nave' → nau (cf. occitano nau, francés nef); brevem 'breve' → breu (cf. occitano breu, francés bref, español no final breve).
- Caída de -n en final de palabra (en un principio intervocálica): panis ('pan') → pa, vinvm ('vino') → vi. (En algunos dialectos del occitano, e.g. provenzal, la consonante no se pierde.) No ocurre así en Languedoc y en catalán septentrional, donde los plurales conservan esta [n]: pans, vins.
- Fusión del protorromance occidental /ð/ (de la -d- intervocálica) y /dz/ (de -ty-, -c(e)-, -c(i)- intervocálicas). El resultado fue en un principio /z/ o /dz/, aún preservado en occitano y parcialmente en catalán antiguo, pero en catalán moderno pasó a /w/ o se perdió.

Características comunes con el español pero no con el occitano
- Preservación de /u/ y /o/ de romance occidental como [u] y [o], en vez del galorrománico [y] y [u], respectivamente (también en portugués). En latín lūna 'luna' → lluna [ˈʎunə] o [ˈʎuna/ɛ], occitano luna [ˈlynɔ], francés lune [lyn]. Latín duplum 'doble' [ˈdoβle] → doble [ˈdobːɫə] o [ˈdoβle], occitano doble [ˈduble], francés double [dubl].
- Desarrollo de -au, ai- en /ɔ,e/ en vez de la preservación de /au,ai/ (pero el portugués tiene /ou,ei/). E.g. caulem 'col' → col, paucum 'poco' → poc. (Lo mismo ocurre en francés).
- Palatalización de -x- /ks/, -sky- /skj/, -ssy- /ssj/ en [(j)ʃ] (también en portugués). Latín coxa 'muslo' → cuixa, portugués coxa vs. francés cuisse. Latín laxāre → catalán y portugués deixar, español antiguo dexar, pero francés laisser, occitano antiguo laisar. Latín bassiāre → catalán y portugués baixar, español antiguo baxar, pero francés baisser.
- -ll- intervocálica → ll [ʎ]: caballum → cavall (cf. español caballo con [ʎ] aún preservado en distritos rurales conservadores en España; portugués cavalo, occitano caval, francés cheval, todos con /l/ simple). En algunos casos, /l/ aparece como resultado de una simplificación temprana de -ll- después de una vocal larga: vīlla 'villa' → vila; st(r)ēlla 'estrella' → catalán occidental estrela, oriental estrella (cf. portugués estrela < -ll- pero francés étoile < -l-).
- Reducción del grupo consonántico -mb-m: camba 'pierna' → cama, lumbum 'lomo' → llom, columbum 'paloma' → colom (cf. portugués lombo, pombo/pomba). Ocurre en algunos dialectos occitanos (gascón y Languedoc meridional).

Características que no están en español o (la mayoría de) occitano, pero sí en otras lenguas minoritarias románicas
- Reducción del grupo consonántico -nd- a -n- (mandāre 'mandar' → manar). Compárese la reducción de -mb- a -m-. También se encuentra en gascón y en Languedoc meridional.
- Palatalización de l- inicial (lūna 'luna' → lluna, lvpvs 'lobo' → llop). Esta característica se puede encontrar también en el dialecto de Foix del occitano y en asturleonés. La reducción de los grupos ND y MB a NN y MM es común también en los dialectos italianos del centro y del sur, área de donde eran originarios muchos de los primeros colonos romanos que se asentaron en el sur de Francia y costa este de España.
- Palatalización de -sc- ante -e,i- en [(j)ʃ]. Especialmente visible en verbos de la tercera conjugación (-īre) que toman lo que originalmente era un infijo incoativo (-ēsc-/-īsc-), e.g. servēscit 'serves' (3.ª persona del singular del presente de indicativo) → serveix/servix. También se da en aragonés, leonés y en algunas palabras del portugués. (En portugués piscem 'pez' → peixe, miscere 'mezclar' → mexer, pero la mayoría de los verbos en -scere acaban en (s)cer, e.g. crēscere 'crecer' → crescer, nascere 'nacer' → nascer, *offerescere 'ofrecer' → oferecer.)

Características únicas no encontradas en otras lenguas
- Desarrollo inusual temprano de /(d)z/,resultado de la fusión de /ð/ del protorromance occidental (de -d- intervocálica) y /dz/ (de -ty-, -c(e)-, -c(i)- intervocálicas); véase arriba la nota sobre un proceso similar en occitano. En antiguo catalán temprano, se convierte en /w/ en posición final o ante consonante, permaneciendo como /(d)z/ entre vocales. En antiguo catalán tardío, /(d)z/ se pierde entre vocales:
  - pedem 'pie' → peu
  - crucem 'cruz' → creu, crēdit '(él) cree' → (ell) creu
  - Verbos de la segunda persona del plural acabados en -tis: mirātis 'miráis' → *miratz → mirau → mireu/mirau
  - ratiōnem 'razón' → *razó → raó
  - vicīnum 'vecino' → *vezí → veí
  - recipere 'recibir' → *rezebre → rebre
- Reversión parcial de /e/ y /ɛ/ del protorromance occidental según los siguientes pasos:
  - (1) /e/ acentuada → /ǝ/ en la mayoría de los casos
  - (2) /ɛ/ acentuada → /e/ cuando no está en contacto con las líquidas //
  - (3) /ǝ/ acentuada se mantiene en las islas Baleares; /ǝ/ → /ɛ/ (en catalán oriental, es decir, el estándar); /ǝ/ → /e/ (en catalán occidental).
- Desarrollo secundario de consonantes dobles (/ll/, /mm/, /nn/, /ʎʎ/): septimāna ('semana') → setmana [səmˈmanə], cutina de cvtis ('corteza') → cotna [ˈkonːə], modulum ('molde') → motlle/motle [ˈmɔʎːə]/[ˈmɔlːe]. Más tarde aumentada mediante préstamos del latín clásico (latinismos): athlēta ('atleta') → atleta [əɫˈɫɛtə], intelligentem ('inteligente') → intel·ligent [intəɫːiˈʒen(t)].

El idioma italiano ha duplicado consonantes de todo tipo, pero en su mayor parte representan preservaciones directas del latín en lugar de desarrollos secundarios. Las geminadas en latín vulgar /ll/, /rr/, /nn/ y a veces /mm/ se desarrollaron de manera diferente en las distintas lenguas romances occidentales de las consonantes individuales correspondientes, pero de maneras divergentes, lo que indica que las formas geminadas deben haberse conservado en las formas medievales tempranas de esos idiomas, incluso después de que las geminadas obstruyentes se perdieran. Algunos dialectos del aragonés (una lengua hermana del catalán) todavía conservan /ll/ como el reflejo de la /ll/ latina. Las resonantes gmeinadas catalanas modernas no descienden de estas geminadas medievales (/ll/, /mm/, /nn/ geminadas →  /ʎ/, /m/, /ɲ/), sino que el desarrollo de las geminadas resonantes secundarias puede haber sido influenciado por los dialectos cercanos donde aún se mantienen las geminadas originales o por otras geminadas secundarias que se deben haber existido en un momento dado (por ejemplo, duodecim → protorromance occidental /doddze/, donde el resultado de /ddz/ se distingue de la simple /dz/ en catalán, occitano y francés, y donde el resultado douze francés, sin diptongación, indica claramente una consonante geminada).

### El catalán preliterario
Durante este período, que comienza con la llegada de los germanos a la península ibérica, el catalán se fue desarrollando como lengua oral, apartándose de la estructura del latín e irá tomando préstamos léxicos tanto de las lenguas germánicas como del árabe. El catalán preliterario (a veces llamado protocatalán) era una lengua muy cercana al occitano, junto con cuyas variedades forma las lenguas occitanorrománicas.

#### Las invasiones germánicas

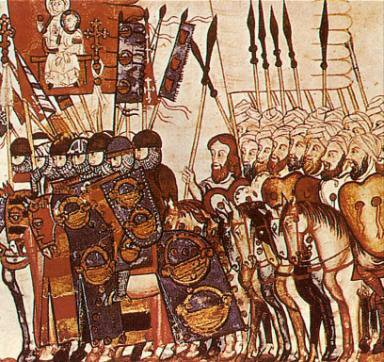
La Reconquista peninsular

Aprovechado la decadencia del Imperio Romano, los visigodos comenzaron a ocupar territorios dominados hasta entonces por los romanos. Esto duraría desde el siglo V al VII. El legado lingüístico de estas invasiones formará parte del superestrato de la lengua catalana.

#### La invasión musulmana
En el siglo VIII se produjo la invasión musulmana de la península ibérica. Pronto, sin embargo, los francos de Carlomagno iniciaron un proyecto de reconquista para asegurarse una zona de seguridad ante el avance musulmán. Nació así la "Marca Hispánica" y la reconsquista llegó hasta Barcelona (801), comprendiendo los territorios que se conocen como Cataluña la Vieja. La reconquista de los territorios del sur de Cataluña, Cataluña la Nueva, se hicieron esperar hasta el siglo XII.
La influencia de las lenguas germánicas y del árabe sobre el latín/catalán que se hablaba en estos territorios influyó de manera diferente: el árabe tuvo mucha más influencia sobre el catalá hablado en Cataluña la Nueva, bajo dominio musulmán durante muchos más años que no Cataluña la Vieja, donde muy poca influencia encontramos en el superestrato.

### La formación de la lengua literaria

#### La conciencia de diferenciación lingüística latín/catalán

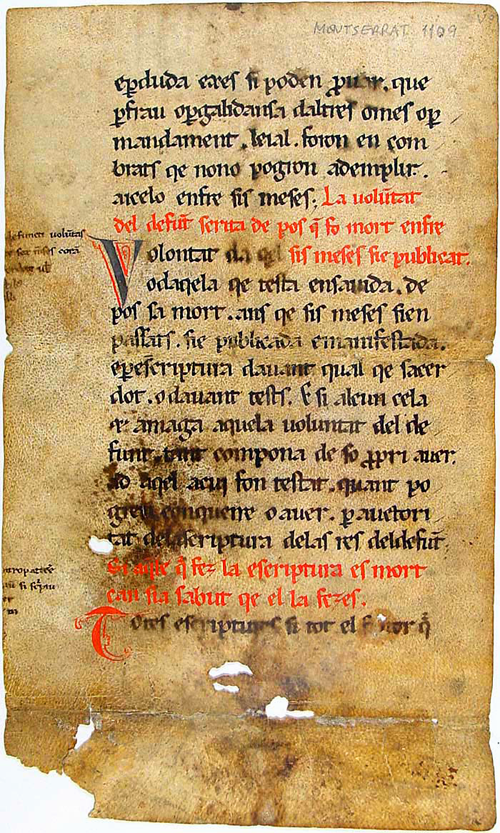
Se considera este fragmento del Liber Iudiciorum, una compilación de derecho visigodo, el primer texto escrito en lengua catalana derivado del original en latín, hacia finales del siglo XII.

Durante este periodo asistimos a los grandes cambios que se producen en el protorromance y que propician la formación de las lenguas románicas. Gracias al esfuerzo de Carlomagno se produjo dentro del Imperio Carolingio, del cual formaba parte la "Marca", un renacimiento intelectual (la Renovatio carolingea) que promovía el renacimiento de la cultura latina cristiana. Para hacerlo efectivo, se propuso el restablecimiento del latín literario.
El resultado de este intento fue que la inmensa mayoría de la gente no entendía lo que se le decía, y comenzó a tomar conciencia de que aquel latín que pensaban que hablaban había evolucionado hasta el punto de convertirse en una lengua completamente diferente. Desgraciadamente, y aunque se piensa que la lengua catalana siguió una evolución paralela a la del resto de las lenguas románicas, la documentación que ha sobrevivido no es directa, y no explicita la conciencia de diferenciación entre el latín y el primitivo romance catalán.
Por varios indicios, podemos afirmar que el catalán ya era hablado en este rincón de la Península hacia el siglo VIII d. C. Es decir, el latín hablado desde los primeros siglos de nuestra era había evolucionado bastante como para diferenciarse de la lengua vulgar de Roma y ser notablemente diferente. No obstante, los documentos de la época son escritos en latín (bastante degradado y en algunos aspectos cercano al catalán).

#### Los primeros testimonios de catalán escrito

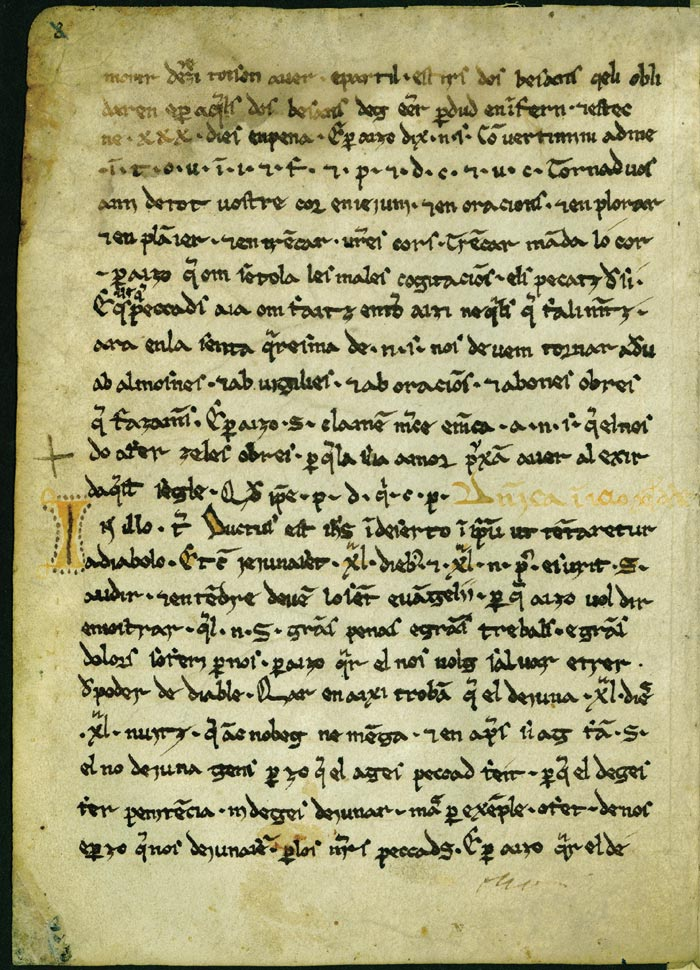
Les Homilies d'Organyà

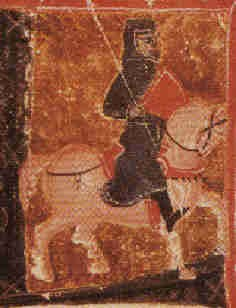
El trovador Bertran de Born

En el siglo IX, en estos mismos documentos cotidianos (testamentos, actas, ventas, etc.) aparecen claramente palabras y construcciones catalanas, lo que ya nos indica que la lengua oral de quien redactaba es escrito era bien diferente de aquella en la que escribía.
Este mismo siglo se produce una decisión importante para las lenguas románicas: la Iglesia decidía en el Concilio de Tours del año 813 que había que traducir las homilías in rusticam Romanam linguam para que los feligreses entendieran la Palabra.
En el siglo IX, aunque se encuentran escasas muestras de características típicas del catalán en medio de textos en latín, por ejemplo el nombre de Palomera en latín Palumbaria, encontrado en el acta de consagración de la Catedral de Urgell redactada en el último tercio del siglo IX. En otro texto, este ya de principios del siglo XI, aparece en medio de un texto latino, de 1034, el nombre de siete árboles frutales en catalán:

morers III et oliver I et noguer I et pomer I et amendolers IIII et pruners et figuers

A finales del siglo XI se encuentran documentos feudales escritos íntegramente en catalán, mientras que a principios solo aparecían palabras y expresiones. El manuscrito Greuges de Caboet es el texto más antiguo que se conserva totalmente en catalán, de temática feudal y fue escrito entre 1080 y 1095. Del 1098 data el Juramento de Pau y Tregua del conde Pere Ramon de Pallars Jussà al obispo de Urgell.
En el siglo XII encontramos otros documento feudales como los Agravios de los hombres de Sant Pere de Graudescales y los Agravios de los Hombres de Hostafrancs de Sion, que como los Agravios de Caboet, proceden del área antigua del Obispado de Urgell. En el mismo siglo surgen las primeras traducciones o adaptaciones de origen jurídico, como el Liber iudiciorum (Libro de los Juicios o Libro Juzgue) o Forum iudicum data paleográficamente de finales del siglo XII conservado en la Biblioteca de la Abadía de Montserrat y se cree que es una copia de una traducción de mediados del siglo XII mientras que otra versión catalana del mismo Liber iudiciorum que se conserva en el Archivo Capitular de Urgell, en Seo de Urgel, fecha de la primera mitad del siglo XII, paleográficamente y lingüísticamente.
En el siglo XIII surgen las Homilías de Organyà (comentario en catalán de unos pasajes del Evangelio, escritos en latín), consideradas el primer texto literario escrito originariamente en catalán, puesto que los anteriormente citados no son considerados literarios. Se trata de una colección de sermones conservada en esta población, que, junto con el Forum, se habían considerado tradicionalmente los primeros textos en catalán.
Hay que destacar también la Canción de Santa Fe, uno de los textos literarios más antiguos escritos en catalán u occitano. Fue escrita entre 1054 y 1076.
Se trate de una hagiografía de Santa Fe de Agen contada en 593 versos octosílabos dividida en un número variable de coplas consonantes según las versiones (de 41 a 55).

#### Una lengua para el derecho y el comercio

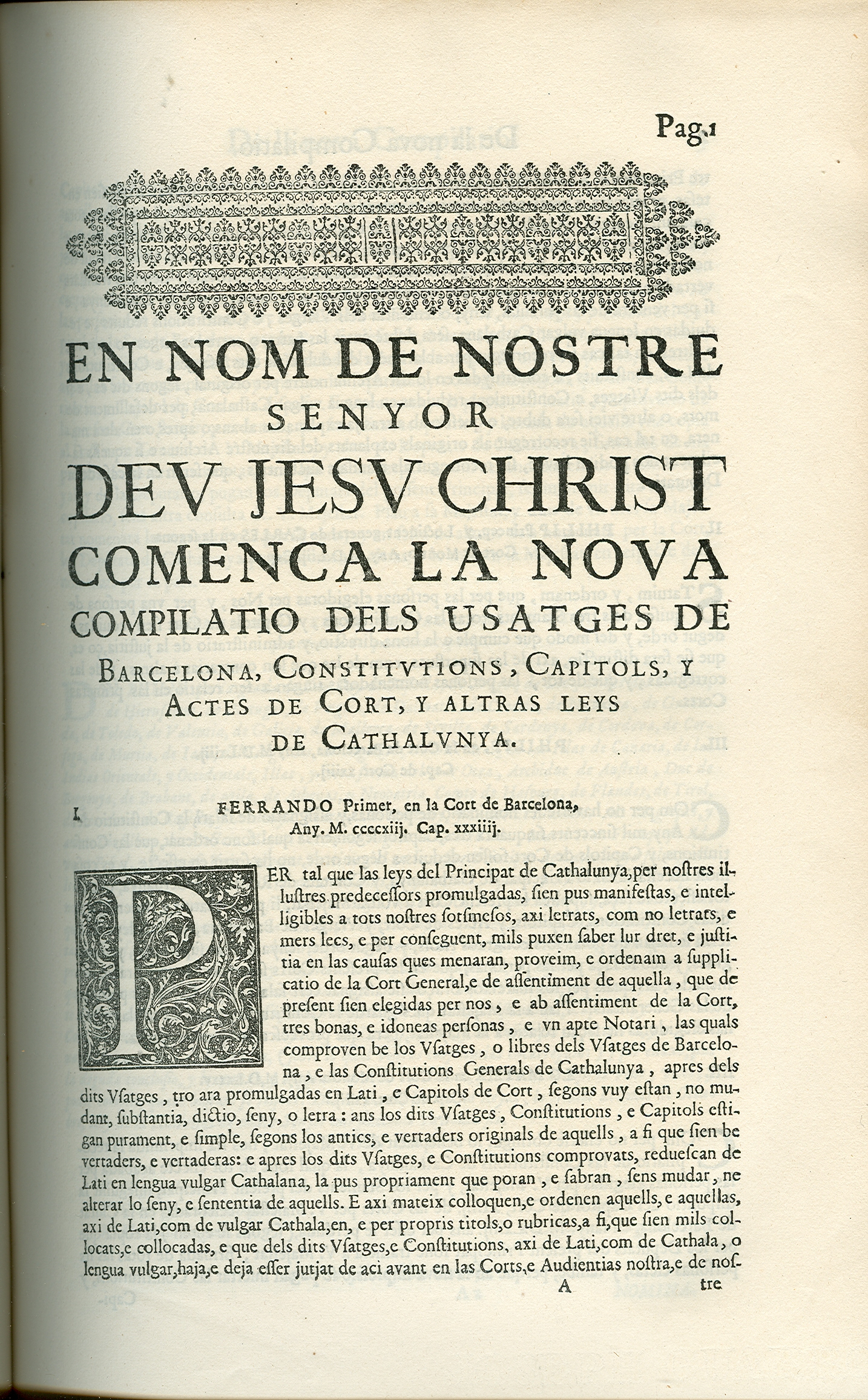
Compilación de los Usatges de Barcelona, y de las Constituciones catalanas, Capítulos, Actas de cortes y otras Leyes de Cataluña de las Cortes de Barcelona (1413) (edición impresa).

En el siglo XIII ya aparecen textos en catalán. Se trata de textos jurídicos y comerciales. Cataluña, bajo la hegemonía del casal de los condes de Barcelona, iba adquiriendo fisionomía propia e independiente y al mismo tiempo se iba vertebrando: las ciudades crecían y la vida comercial acontecía uno de los ejes de la vida económica. En este contexto, los pactos feudales o las leyes francas acontecían inadecuadas y era necesario adaptarlas a la nueva situación.
Entre los textos jurídicos que hay que destacar los Usatges de Barcelona (originariamente escritas en latín, pero tenemos una traducción catalana de la segunda mitad del XIII). En Valencia, y respondiendo a la necesidad de organizar jurídicamente el territorio acabado de conquistar, apareció un texto de gran importancia jurídica y lingüística: los Fueros de Valencia (en latín el 1261 y traducidos al catalán a continuación). Se trata de un tratado jurídico que establece las costumbres y leyes para la regulación cotidiana. Igualmente es de la segunda mitad del siglo XIII el libro Costumbres de Tortosa, código de derecho.

#### La aparición de la prosa literaria. Ramon Llull
Ramon Llull (Mallorca 1232-1315) es el creador de la prosa literaria en lengua catalana. Es el primer escritor europeo que utiliza una lengua románica popular para tratar sobre temas que hasta entonces estaban reservados al latín: filosofía, ciencia, etc. Esto lo hizo para no reducir su obra al campo de la gente que conocía latín.
Llull, sin embargo, no partió de cero. Había obras anteriores en catalán y contemporáneas, pero ninguna de ellas tiene su calidad e importancia. Entre sus obras destacan: El Llibre de contemplació en Déu, El Blanquerna, el Llibre d'Amic e Amat, el Llibre de l'orde de cavalleria, etc.

#### La historiografía. Las cuatro grandes crónicas
La traducción al catalán de De rebus Hispaniae (1268) del arzobispo de Toledo Rodrigo Ximénez de Rada del Gesta comitum constituyen los textos históricos en catalán más antiguos que se conservan, a pesar de ser obras sin intención literaria. Paralelamente, a finales del siglo XIII y durante el siglo XIV, aparece un tipo de historia popular, en catalán, muy diferente de estas crónicas monacales y faltas de estilo literario.
A mediados de siglo XII, junto a las crónicas latinas de carácter erudito y monacal, aparecen en Cataluña unas crónicas de tipo popular para ser memorizadas y recitadas. Destacan en catalán las denominadas "quatre grans cròniques": la de Jaime I de Aragón, la de Bernat Desclot, la de Ramon Muntaner y la de Pedro el Ceremonioso. Se caracterizan por el hecho de historiar acontecimientos contemporáneos o bien inmediatamente anteriores (la historia catalana de los siglos XIII-XIV).
Las cuatro grandes crónicas representan la madurez definitiva de la prosa catalana iniciada con Ramon Llull, y desde un punto de vista ideológico se atisba en todas ellas un sentimiento patriótico y nacionalista desconocido en la literatura anterior.

#### La expansión peninsular y mediterránea

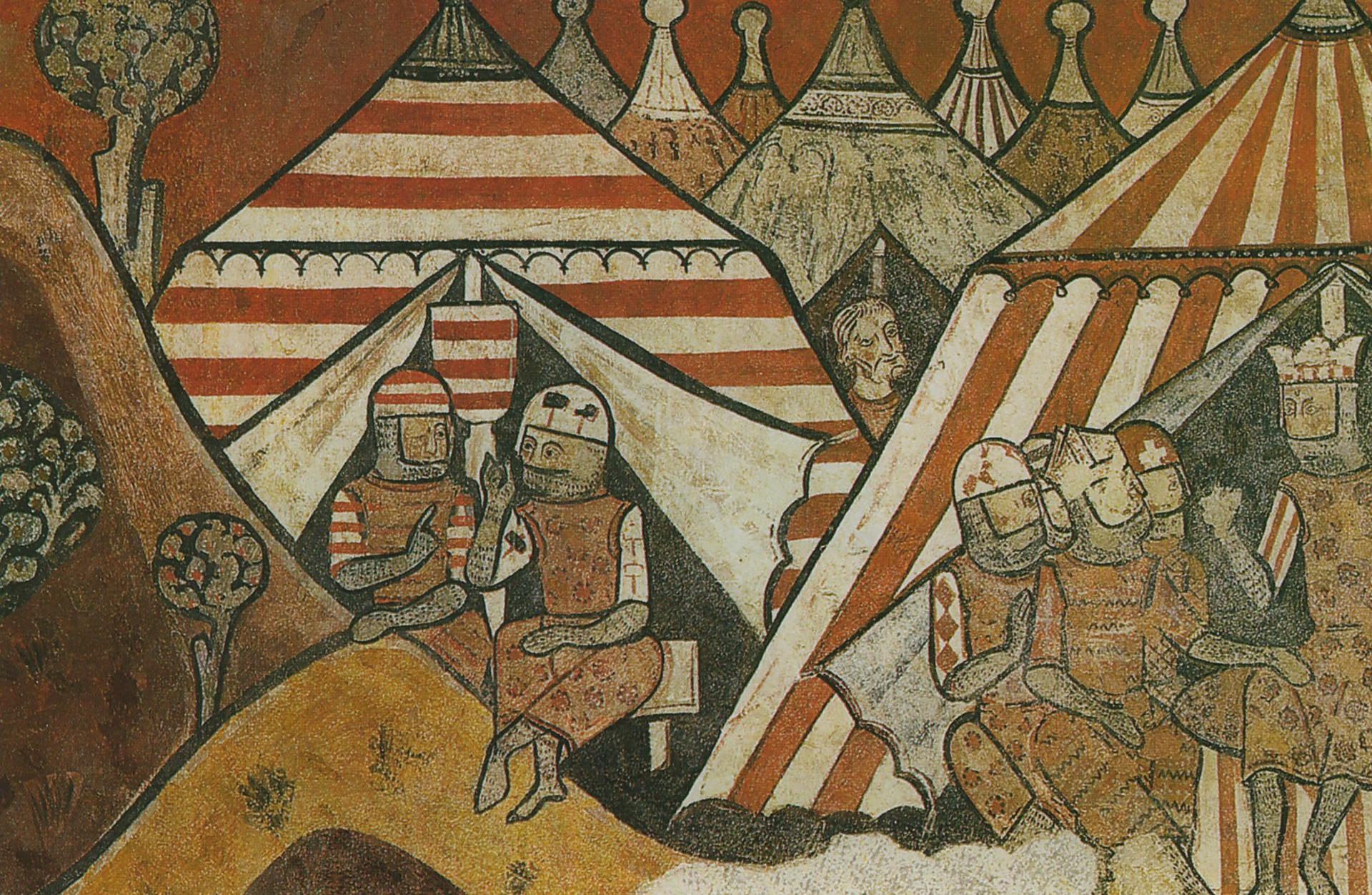
La conquista de Mallorca

La elaboración de las cuatro grandes crónicas se tiene que relacionar con la expansión de la Corona de Aragón más allá de sus fronteras. En la Península, Jaime I el conquistador fue uno de los impulsores de la Reconquista. Destacan la conquista de Mallorca, en 1229 (repoblada por gente del Ampurdán y la Cataluña Vieja), Valencia, durante el periodo de 1233-1245 (los cascos urbanos y costeros fueron repoblados por catalanes y las tierras del interior por aragoneses, lo que explica la formación de dos áreas idiomáticas en la Comunidad Valenciana), Sicilia, en 1282, Cerdeña, en 1327 (sobre todo la ciudad de la Alguer, repoblada totalmente por catalanes) y finalmente Grecia y Neopatria, a inicios del XIV. El proceso de poblamiento del Reino de Valencia fue un proceso largo que no acabará hasta el siglo XVII, tras la expulsión de los moriscos.
El origen de la actual extensión del catalán se encuentra en la Corona de Aragón, donde el romance era la lengua dominante y más hablada, hablado por el 80% de la población. En algunos territorios, como las Baleares y Valencia, donde ya se hablaba romance, arraigó el catalán/occitano. En otros como el Alguer, se ha conservado con dificultades. Y en lugares como Grecia, el catalán no consiguió arraigar.

#### La lengua de la poesía
Hasta que en el siglo XV Ausiàs March (Beniarjó, 1397 - Valencia, 1459), que fue uno de los poetas más importantes del Siglo de Oro valenciano, empezó a escribir poesía sin occitanismos, la lengua en que se escribía la poesía en la Corona de Aragón era el occitano, pero no era una forma de occitano de ninguna localización geográfica concreta: era una lengua koiné literaria, a menudo artificial, común de todas las cortes occitanas. El mundo catalán y el occitano, durante los siglos XII y XIII, estaban muy relacionados. Si actualmente el catalán y el occitano son dos lenguas muy parecidas, en aquella época lo eran mucho más y, por lo tanto, los poetas catalanes no debían de tener mucha dificultades para escribir en occitano.
La batalla de Muret (1213) significó el inicio de la decadencia de la sociedad occitana y su lengua. Aun así, desde Cataluña surgieron iniciativas que alargaron la vida del occitano como lengua de la poesía. Sin embargo, los poemas hechos por autores catalanes a finales del XIV comienzos del XV estaban bastante llenos de catalanismos. Se habla de un proceso de catalanización y de desprovencialización de la poesía catalana de esta época.

#### La Cancillería Real

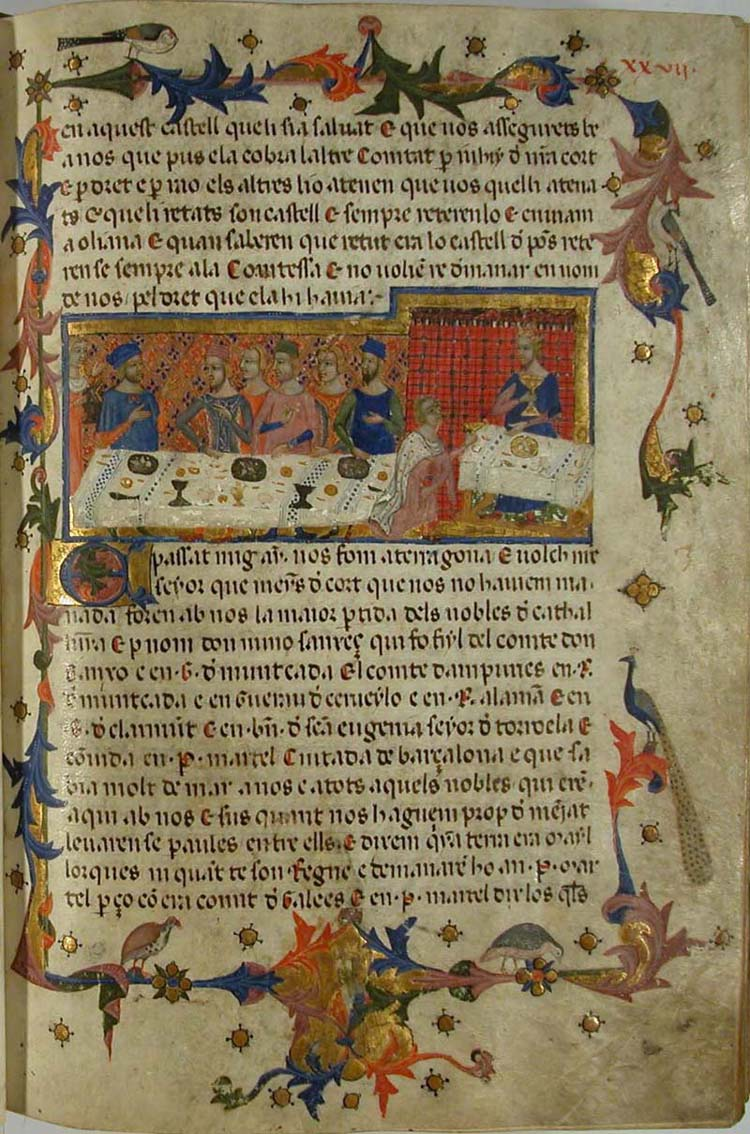
Llibre dels Fets

Pedro IV de Aragón (1319-1387) se dio cuenta de que existía un estrecho vínculo entre poder y lengua, y por eso se propuso de reformar la Cancillería Real. La Cancillería había sido creada en el siglo XIII y era un organismo administrativo y burocrático. Con la reforma de Pedro IV entraban a trabajar a la Cancillería gente muy preparada en los campos de la teología, el derecho, la escritura, etc. Su tarea era redactar los documentos oficiales, que pronto fueron considerados modelos de buen escribir.
Pronto el catalán de la Cancillería se convirtió en un tipo de lengua académica, puesto que era la lengua de los discursos y de los documentos que firmaba el rey, y esto la legitimaba y hacía que fuera aceptada incondicionalmente en todos los territorios de la Corona. La prosa de la Cancillería fue un factor importante de unidad de la lengua administrativa y literaria.
Acabó siendo un tipo de modelo supradialectal: andamio sobre la modalidad dialectal del barcelonés, fue aceptada por todos los escritores como un tipo de forma estándar.

### El contexto político y social. Los Trastámara
En el año 1410 muere sin descendencia el rey Martín el Humano y se extingue la dinastía catalana. El heredero al trono de la Corona de Aragón sale del Compromiso de Caspe (1412) y no es ningún otro que Fernando de Antequera, de la dinastía castellana de los Trastámara. Hay quién ve en este cambio de dinastía el primer síntoma de decadencia en la cultura catalana, pero lo cierto es que este siglo XV pasó a la historia como el más glorioso para la historia de la literatura catalana.
A pesar de esto, durante este siglo XV Barcelona y Cataluña pierden peso específico en la confederación aragonesa en favor de Valencia, que se erige en el motor económico y cultural de la Corona. A este hecho ayuda la guerra civil catalana.

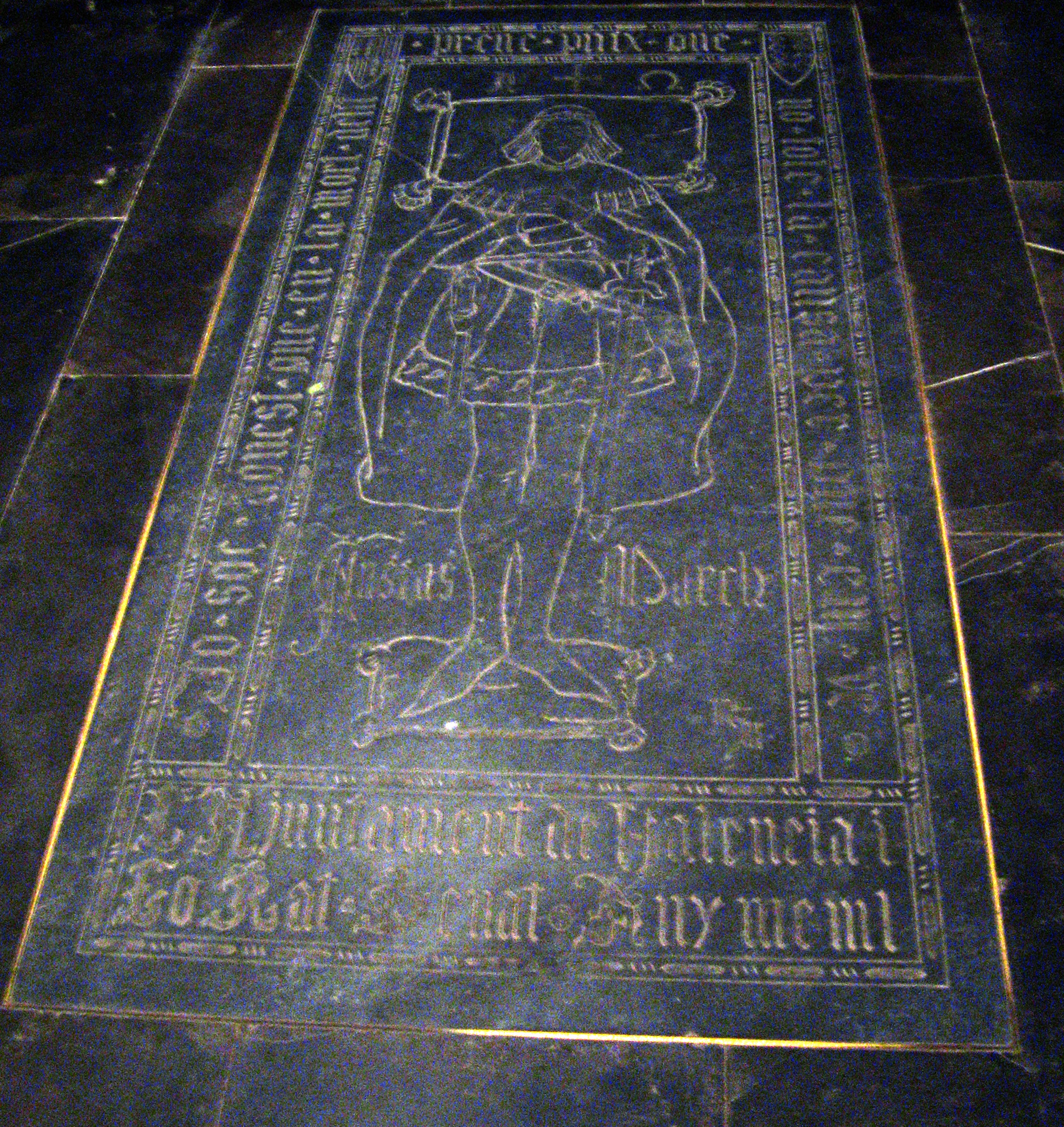
Tumba de Ausiàs March en la Catedral de Valencia.

### La poesía

#### Los primeros intentos de ruptura con el occitano
La poesía culta catalana en el XV inicia una tímida ruptura con la poesía trovadoresca: el valenciano Jordi de Sant Jordi y el Andreu Febrero son dos ejemplos de este tímido abandono de formas y fondos trovadorescos, si bien utilizan un catalán lleno de occitanismo. Otros poetas que escriben en un catalán aprovenzalizado son Jaume y Pere March y Gilabert de Pròixita.

#### Ausiàs March
El primer poeta valenciano que rompe definitivamente con la poesía trovadoresca es el valenciano Ausiàs March (1397-1459). Su obra poética, de más de diez mil versos, presenta solo una veintena de occitanismos, lo cual significa el final de la influencia de los trovadores provenzales y el comienzo de una poesía plenamente catalana.

### La narrativa
En el siglo XV, la novela en valenciano se encuentra en pleno auge. Algunas obras son anónimas, como el Curial e Güelfa y otras de autores conocidos como Anselm Turmeda, quién se convirtió al islam y escribió historias anticlericales.
La mayor obra de la narrativa medieval valenciano el Tirant lo Blanc, de Joanot Martorell. Fue admirada incluso por Miguel de Cervantes, ya que es la única novela de caballería que salva del fuego en la quema de la biblioteca de Alonso Quijano:

—¡Válame Dios! —dijo el cura, dando una gran voz—. ¡Que aquí esté Tirante el Blanco! Dádmele acá, compadre; que hago cuenta que he hallado en él un tesoro de contento y una mina de pasatiempos. Aquí está don Quirieleisón de Montalbán, valeroso caballero, y su hermano Tomás de Montalbán, y el caballero Fonseca, con la batalla que el valiente de Tirante hizo con el alano, y las agudezas de la doncella Placerdemivida, con los amores y embustes de la viuda Reposada, y la señora Emperatriz, enamorada de Hipólito, su escudero. Dígoos verdad, señor compadre, que, por su estilo, es éste el mejor libro del mundo: aquí comen los caballeros, y duermen, y mueren en sus camas, y hacen testamento antes de su muerte, con estas cosas de que todos los demás libros de este género carecen. Con todo eso, os digo que merecía el que le compuso, pues no hizo tantas necedades de industria, que le echaran a galeras por todos los días de su vida. Llevadle a casa y leedle, y veréis que es verdad cuanto dél os he dicho.

La gran obra narrativa del siglo XV y del valenciano medieval es, sin embargo, el Tirant lo Blanc de Joanot Martorell (y acabada por Martí Joan de Galba), de la cual Cervantes dice al Quijote que se trata de una de las mejores obras de caballerías escritas hasta entonces. Trata la historia de un caballero bretón que va a Constantinopla para luchar contra los turcos. Se observan dos estilos según el momento narrativo: uno de culto y solemne y otro de vivo y directo que recoge el habla coloquial de Valencia de esa época.
Otra obra importante y original es l'Espill o Llibre de les dones del valenciano Jaume Roig. Se trata de una obra escrita en versos, con un lenguaje rico y popular y que contiene grandes dosis de observación y de misoginia desmedida.

#### ElCurial e Güelfa

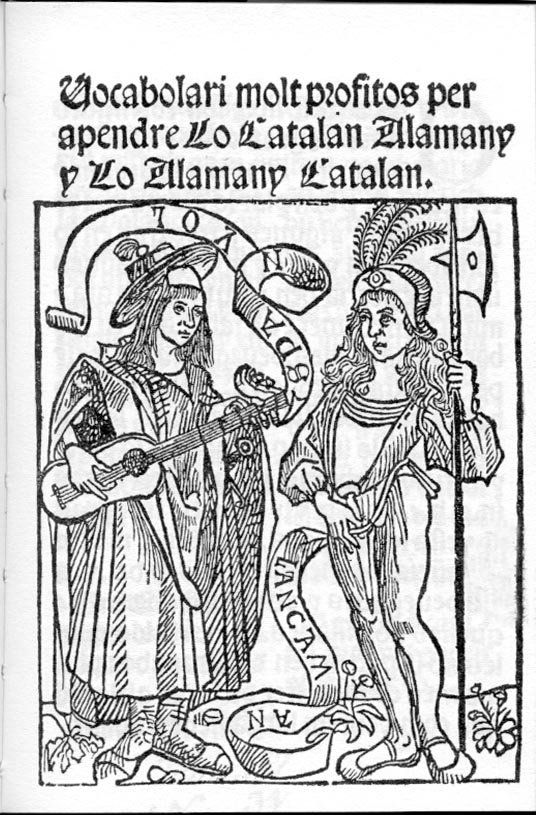
Vocabolari molt profitós per aprendre lo catalan-alamany y lo alamany-catalan (vocabulario muy provechoso para aprender el catalán-alemán y el alemán-catalán), 1502.

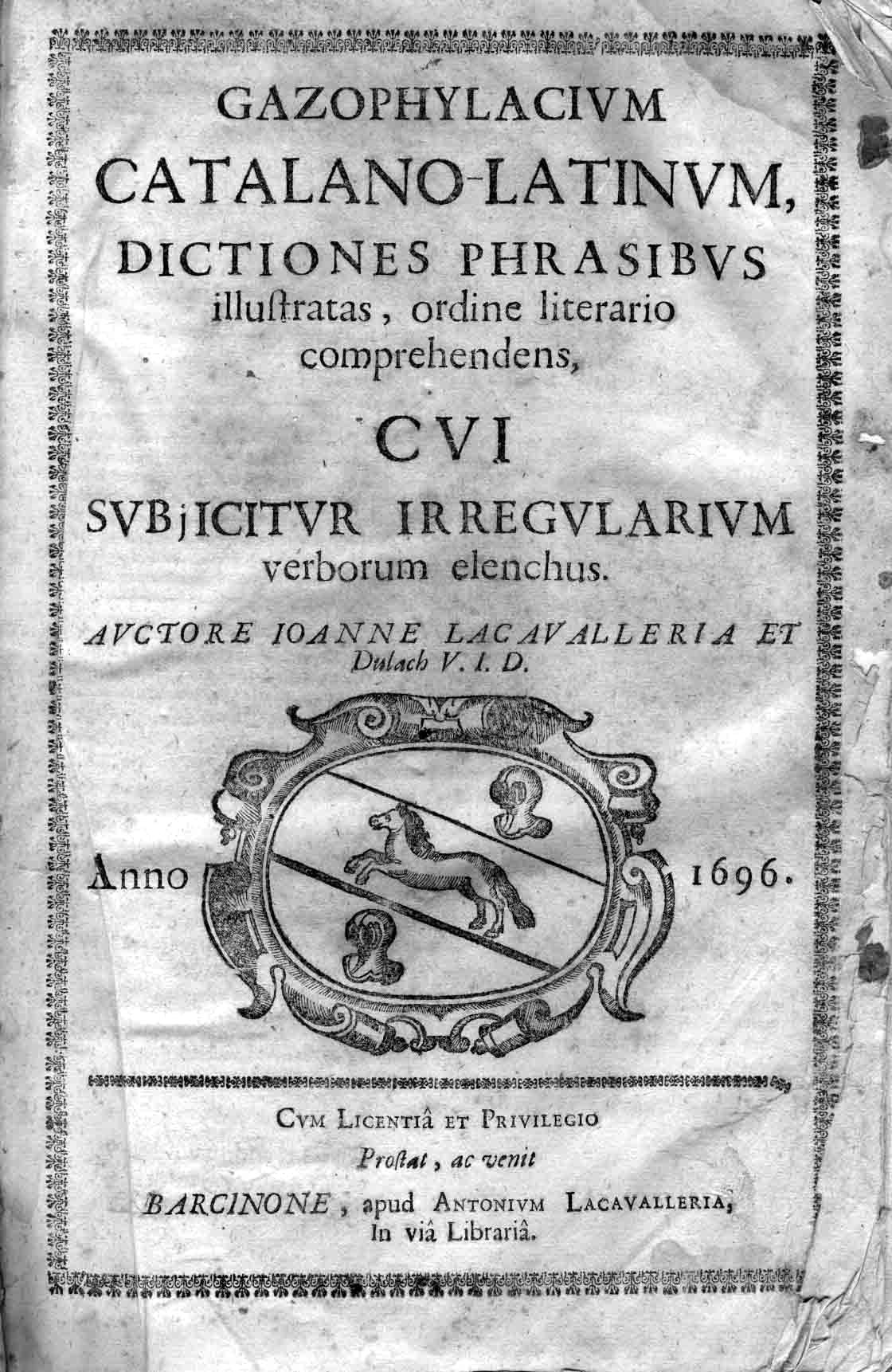
Gazophylacium catalano-latinum, 1696.

El Curial e Güelfa es una novela caballeresca que nos ha llegado anónimamente. Seguramente fue escrita entre 1435 y 1462 y a partir de la lengua empleada suponemos que su autor era de Cataluña, de la Cataluña Vieja, seguramente. En el Curial e Güelfa encontramos bastantes influencias francesas e italianas, tanto en cuanto al léxico como en cuanto a los ambientes.

#### ElTirant lo Blanc
La novela profana más leída durante el siglo XV fue lo Tirant lo Blanc, escrita entre 1460 y 1490 por el valenciano Joanot Martorell. La obra, considerada pieza maestra de la narrativa valenciana y universal de todos los tiempos, es una novela total: caballeresca, histórica, militar, de costumbres, erótica, psicológica, etc. Sobre una base inicial de la materia de Bretaña, Joanot Martorell construye la obra yuxtaponiendo fuentes orales y escritas de procedencia diversa: artúricas, clásicas, italianas, españolas, etc.

#### L'Espill
L'Espill es una novela en verso de carácter misógino. Fue escrita por el valenciano Jaume Roig entre 1455 y 1462 y se compone de más de dieciséis mil versos tetrasílabos. El Espill consta de un prefacio y de cuatro libros que, a su vez, se dividen en cuatro partes. En el prefacio, el narrador hace una declaración de principios, éticos y estilísticos. En el libro primero, "De su juventud", conocemos al protagonista, que habla siempre en primera persona y explica ahora como fue su infancia. Huérfano de padre y expulsado de su casa por su madre, se ve obligado a ganarse la vida en Valencia. Poco después emprende un viaje aventurero, primero por Cataluña y luego por Francia. Lucha en la guerra de los Cien Años con las tropas francesas y en París, cuando ya es rico gracias a los botines obtenidos, interviene en la vida caballeresca. El segundo libro, "De cuando estuvo casado", narra los sucesivos fracasos matrimoniales del protagonista, primero con una doncella que al final resultó que no lo era, después con una viuda, en tercer lugar con una novicia y, finalmente, explica el frustrado intento de casarse con una beguina. En el tercer libro, "De la lección de Salomón", el protagonista, desesperado por no poder encontrar una esposa adecuada, pretende casarse con una parienta suya. Entonces se le aparece en sueños Salomón, el sabio bíblico por antonomasia, que le suelta una larga invectiva contra las mujeres que corrobora con ejemplos bíblicos las malas experiencias relatadas en los dos libros anteriores. Y el cuarto libro se titula "De enviudar".

#### La "valenciana prosa". Joan Roís de Corella
En estos momentos del siglo XV ya hacia siglos que se discutía la unidad lingüística de la catalanofonia, y es en este momento que surge el término de "valenciana prosa", referido sobre todo a un estilo de escritura determinado, caracterizado por la preciosidad y artificiosidad, con calcos del latín que desembocaban en una retórica barroca. Es una prosa "de arte".
La figura más relevante que utilizó este estilo fue Joan Roís de Corella, también valenciano y nacido entre 1433 y 1443, y muerto en 1497. Su obra más conocida es la Tragedia de Caldesa. Se considera Corella la última gran figura de la literatura valenciana medieval.